# Végzetes ösztön
A Végzetes ösztön (eredeti cím: Fatal Instinct) 1993-ban bemutatott amerikai thriller-filmvígjáték, melyet Carl Reiner rendezett. A főbb szerepekben Armand Assante, Sherilyn Fenn és Kate Nelligan látható. 
Az 1990-es években népszerű erotikus filmthriller műfajt parodizálja ki, címe utalás a Végzetes vonzerő az Elemi ösztön című művekre. Emellett az 1940-es évek film noir és pszichothriller alkotásait is komikus módon utánozza.
Az Amerikai Egyesült Államokban 1993. október 29-én mutatták be, negatív kritikai fogadtatás mellett.

## Cselekmény
Az egyszerre rendőrként és ügyvédként is dolgozó Ned Ravine úgy véli, mindent tud a nőkről és kész lemondani jelvényéről, ha tévedésen kapnák. Egy rendőri akció közben megismerkedik egy csábító nővel, Lola Cainnal, aki másnap felbukkan a férfi ügyvédi irodájában és néhány papírt szeretne átnézetni vele. Eközben hét év után kiengedik a börtönből Max Shadyt: annak idején Ned a bíróságon kudarcot vallott a képviseletében, ezért a bosszúszomjas bűnöző volt ügyvédje nyomába ered és meg akarja ölni őt.   
Ned felesége, Lana viszonyt folytat az autószerelő Frankkel. Kieszelnek egy gyilkossági tervet Ned ellen, mellyel az annak különleges körülmények közt bekövetkező halála esetén járó tripla, 9 millió dolláros biztosítást akarják megkaparintani. Ehhez azonban az kell, hogy Nedet lelőjék egy észak felé tartó vonaton és belefulladjon egy édesvízi folyamba. Lola ezalatt a házába hívja Nedet és két papírfecnit mutat csak neki, ezután mindenféle extrém és bizarr módokon szeretkeznek. Másnap reggel Ned véget akar vetni kapcsolatuknak, mert szereti a feleségét, de a megszállott Lola követni kezdi őt.
Pár nappal később a vonatoktól betegesen rettegő Ned – Lana és Frank mesterkedései miatt – kénytelen vonatra szállni, ahol nem csupán felesége és annak szeretője, de Max is tartózkodik. Lana 36 alkalommal rálő Maxre, akit összetéveszt férjével. Ned azt hiszi, Lana megmentette az életét, de gyilkosság vádjával letartóztatja és elvállalja a jogi védelmét, sikeresen tisztázva minden vádpont alól. Lana később megöli Franket egy elektromos fúróval, miután azt hiszi, el akarta hagyni őt. Lola szemtanúja lesz a gyilkosságnak és zsarolni kezdi Lanát.
Ned kérdőre vonja Lolát és megtudja, Lana és Lola egypetéjű ikrek: Lana annak idején egy lapáttal összezúzta Lola arcát, az orvosok pedig új arcot adtak neki, ezért a férfi, akit szeretett, elhagyta őt Lanáért. Frank ennek a férfinak volt a fia. Lola terve a kezdetektől az volt, hogy bosszút álljon Lanán, elcsábítsa férjét és tönkretegye házasságát.
Laura, Ned titkárnője rájön Lana gyilkossági tervére és figyelmezteti főnökét, akibe régóta szerelmes. Az emeleten Lola rátámad Lanára és a fürdőkádba fojtja. Amikor Ned felmegy az emeletre, Laura bántalmazó férje (aki elől három évvel ezelőtt a lány megszökött) felbukkan a házban, de Laura egy serpenyővel megöli. Lola és Ned dulakodni kezdenek, Ned egy hajszárító erejével hátralöki a nőt, aki lezuhan (az emeleti korlát kettétörik, mert Lana korábban elfűrészelte azt). Ned és Laura megölelik egymást, Ned elhajítja jelvényét, ekkor azonban a két megszállott nő feléled és támadásba lendül. Laura mindkettőjüket agyonlövi és pár nap múlva feleségül megy Nedhez.

## Szereplők
| Szerep                                                  | Színész              | Magyar hang        | Magyar hang        |
| Szerep                                                  | Színész              | 1. szinkron        | 2. szinkron (2013) |
| ------------------------------------------------------- | -------------------- | ------------------ | ------------------ |
| Ned Ravine                                              | Armand Assante       | Vass Gábor         | Haás Vander Péter  |
| Laura Lincolnberry                                      | Sherilyn Fenn        | Kisfalvi Krisztina | Sallai Nóra        |
| Lana Ravine                                             | Kate Nelligan        | Andresz Kati       | Zakariás Éva       |
| Lola Cain                                               | Sean Young           | Orosz Helga        | Orosz Anna         |
| Frank Kelbo                                             | Christopher McDonald | Kassai Károly      |                    |
| Max Shady                                               | James Remar          | Csankó Zoltán      |                    |
| Arch                                                    | John Witherspoon     | Beregi Péter       |                    |
| önmaga                                                  | Bob Uecker           | Szabó Ottó         |                    |
| önmaga                                                  | Clarence Clemons     |                    |                    |
| bírónő                                                  | Eartha Kitt          |                    |                    |
| Skanky bíró                                             | Tony Randall         | Kristóf Tibor      |                    |
| férfi a parkban (stáblistán nem szerepel)               | Bill Cobbs           | Kárpáti Tibor      |                    |
| eladónő az állatkereskedésben (stáblistán nem szerepel) | Rosie O’Donnell      | Némedi Mari        |                    |

## Fordítás
- Ez a szócikk részben vagy egészben  a   Fatal Instinct című angol Wikipédia-szócikk ezen változatának fordításán alapul.  Az eredeti cikk szerkesztőit annak laptörténete sorolja fel. Ez a jelzés csupán a megfogalmazás eredetét és a szerzői jogokat jelzi, nem szolgál a cikkben szereplő információk forrásmegjelöléseként.